# Flexible Isometric Free Engine
Pour les articles homonymes, voir FIFE.
Flexible Isometric Free Engine (ou FIFE) est un moteur de jeu multiplate-forme et open-source écrit en C++. Il est disponible sous la licence LGPL et est entre autres utilisé par le jeu Unknown Horizons.